# Pak Csong Hi
Pak Csong Hi (hangul: 박정희, szoros átírásban: Pak Csonghi, handzsa: 朴正熙, RR: Park Chung-hee; Kumi (Gumi), 1917. november 14. – 1979. október 26.) dél-koreai politikus, a Koreai Köztársaság (Dél-Korea) elnöke 1963 és 1979 között.

## Elnökként
Államcsínnyel került hatalomra 1961. május 16-án, majd a „Nemzeti Újjáépítés Legfelsőbb Tanácsa” elnevezésű junta elnökeként irányította Dél-Koreát 1963-ig. Jun Boszon (윤보선, Yun Bo-seon) köztársasági elnök lemondását követően Pak (Park)-ot ideiglenes elnökké választották 1962. március 24-én, majd az 1963-as elnökválasztás során legyőzte Junt (Yunt). 
Elnökként elősegítette Dél-Korea gyors iparosodását és modernizációját, kormányzati módszerei azonban egyre tekintélyelvűbbé váltak. 
1972-ben kezdeményezte az ún. „októberi jusin (yusin)”-t (azaz októberi restaurációt), és megszüntette a nyílt elnökválasztás intézményét. 1979. október 26-án Kim Dzsegju (김재규, Kim Jae-gyu), a titkosszolgálat igazgatója meggyilkolta. Kormánya csapatokat küldött amerikai oldalon a vietnámi háborúba. A szerepvállalást azonban beárnyékolja a koreai katonák vietnámi civilek ellen elkövetett visszaélései (többek között mészárlások).
Leánya, Pak Kunhje (박근혜, Park Geun-hye) 2013-tól 2016-ig volt a Koreai Köztársaság elnöke.